# Liceo classico Giovanni Prati
Il liceo classico "Giovanni Prati" (ex Imperial Regio Liceo superiore di Trento) è una storica scuola della città di Trento, risalente già al Cinquecento con il nome di "Ginnasio Tridentino". L'istituto, attualmente con sede in via Santissima Trinità, venne intitolato a Giovanni Prati nel 1919, dopo la sconfitta dell'Impero austro-ungarico al termine della prima guerra mondiale.

## Storia
Nonostante nei testi consolari in latino degli anni precedenti il termine gymnasium venisse già usato, le prime tracce della storia del liceo Prati di Trento risalgono al 10 ottobre 1540, quando il maestro Nestore da Milano stipulò un contratto con i consoli e provveditori: «Capituli tra la magn.ca Comunità di Trento e l'ex.mo Dottor Ms. Nestore da Milano, come Praecetor principale del Ginnasio Tridentino: che durerano trei ani, salvo che, nò aparendose perseverar se nò un ano, che dui mesi avanti lano rinuncia ali Sui Consuli e cominciano dal S.to Michele primo del MDXL».
Tra il 1625 e il 1773 il ginnasio venne affidato ai padri gesuiti, i quali decisero di erigere un collegio per il ginnasio, struttura che venne completata nel 1689 e che corrisponde all'attuale sede della biblioteca comunale di via Roma con l'annessa chiesa di San Saverio.

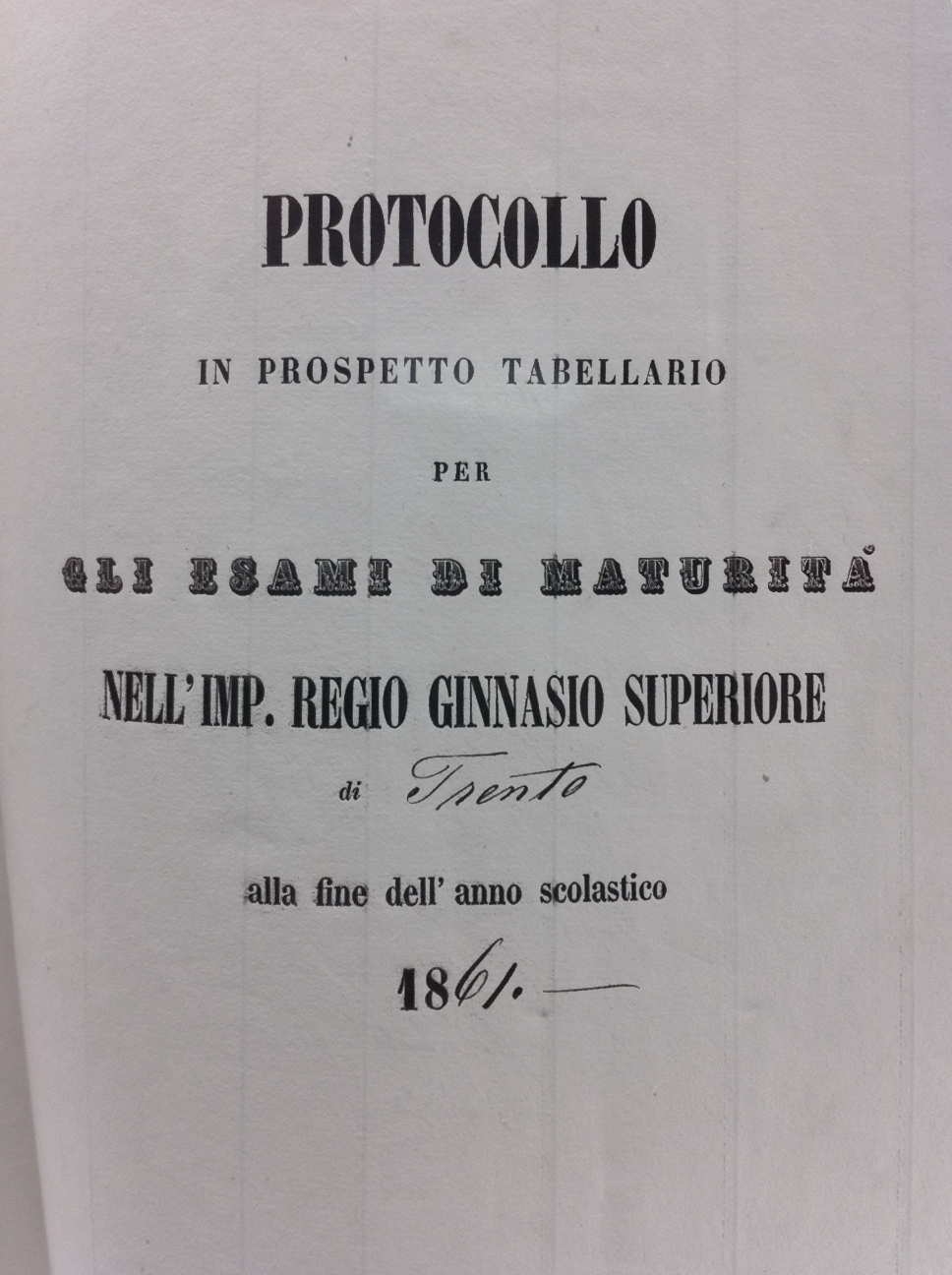
Prospetto degli esami di maturità del 1861.

Dal 1773 al 1796 il complesso gesuita composto da collegio, chiesa e ginnasio divenne un luogo d'insegnamento ai giovani laici ed ai candidati al sacerdozio. Con il 1796 iniziò un periodo complesso e difficile per il trentino che portò a frequenti interruzioni e mutamenti di indirizzo scolastico: nel 1805 la scuola divenne normale, ovvero iniziò la statalizzazione della scuola dell'obbligo per tutta la provincia del Tirolo, e in virtù del trattato di Presburgo il re di Baviera prese possesso dei principati di Trento e Bressanone nel febbraio 1806. È però solo «col trattato di Parigi, art. 3 del 28 febbraio 1810, tra Napoleone e la Baviera, che veniva decisa la sorte del paese: un territorio di 280-300 mila anime sarebbe stato staccato dal Tirolo ed aggregato al Regno Italico».
Nel 1812 il liceo venne trasferito nel convento delle Clarisse Urbaniste della SS. Trinità (delle quali nei sotterranei della scuola vi è ancora un piccolo cimitero), dove viene traslato anche il ginnasio nel 1816; da questo momento in poi la scuola ha mantenuto sempre questa sede. Dall'anno scolastico 1817–1818 il ginnasio trentino cominciò a funzionare secondo l'assetto scolastico austriaco, anche se rimase fondamentalmente in lingua italiana.
Nel 1916, a causa della prima guerra mondiale, la scuola venne chiusa; riaperta però già per l'anno scolastico 1917–1918, contava 141 studenti e 7 docenti. Il 23 luglio 1918 terminò ufficialmente per la scuola l'ultimo anno scolastico del periodo austro-ungarico: «Dopo tre secoli di libera istruzione comunale, due secoli di istruzione ecclesiastica, un secolo di istruzione austriaca, la scuola trentina passava all'Italia». Il 6 marzo 1919 la scuola venne intitolata a Giovanni Prati su scelta del collegio docenti.

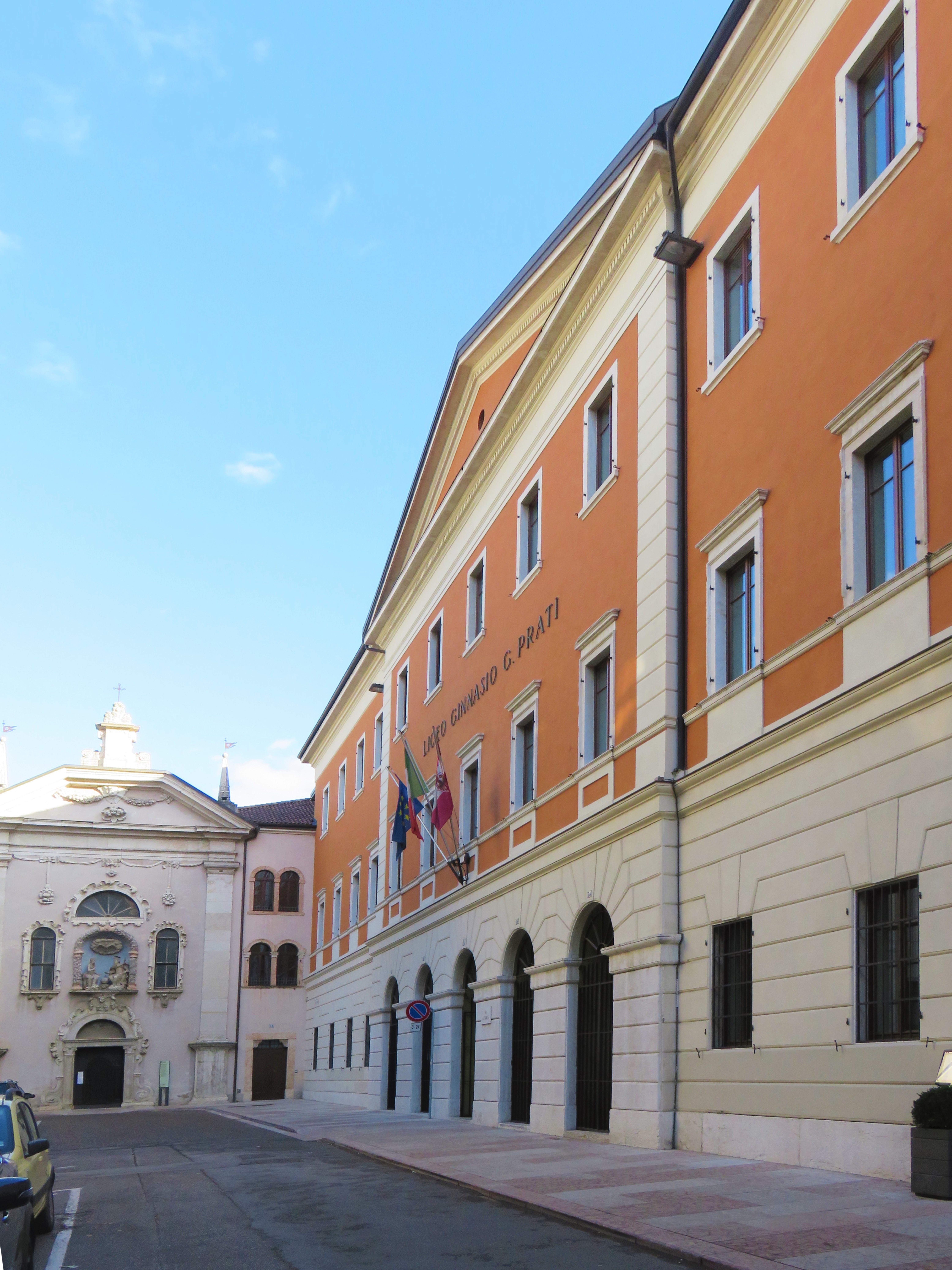
Il liceo Giovanni Prati e la chiesa della Santissima Trinità.

Il 16 marzo 2011, in occasione del 150º anniversario dell'Unità d'Italia, il liceo Prati ha tenuto un'esposizione di libri e documenti di quegli anni, quando il Trentino non era ancora nel regno italiano ma italiana era la lingua prevalente nell'istituto. Sono stati esposti circa una trentina di volumi risalenti al periodo compreso tra il 1850 ed il 1865 e i documenti d'archivio del 1861.
il 25 marzo 2023, in occasione della "giornata di Dante", gli studenti hanno organizzato una festa a scuola a tema divina commedia. La scuola, avente 3 piani, è stata divisa nelle cantiche della commedia. All'ultimo piano (paradiso) si é dapprima esibita la band di un professore della scuola, e in seguito si é tenuto un dj set.

### Biblioteca
Uno strumento utile per ricostruire la storia del liceo Prati è la sua biblioteca, originariamente arricchita di preziosi volumi per opera dei Padri Gesuiti.
Nel 1774, in seguito alla soppressione della Compagnia di Gesù ed alla successiva secolarizzazione dei monasteri, iniziò un periodo di confusione che culminò durante le guerre napoleoniche: i libri appartenuti alla biblioteca del Collegio Tridentino vennero dispersi, in parte bruciati e gettati nel fiume Adige dai soldati francesi che in quegli anni occuparono l'edificio. È possibile far risalire al 1811 la data ufficiale di formazione del primo nucleo della raccolta attuale quando, durante il governo italo-napoleonico, i volumi sopravvissuti vennero distribuiti alle istituzioni scolastiche.
La raccolta venne incrementata ulteriormente nel 1838 quando il professor Giorgio Luchi, allora prefetto del ginnasio, lasciò per volontà testamentaria un cospicuo fondo di libri alla biblioteca e dopo di lui altri docenti, prefetti e studiosi estranei all'istituto contribuirono donando altre preziose raccolte di volumi.
La biblioteca, collegata alla rete del Catalogo Bibliografico Trentino, vanta un patrimonio di circa 35.000 volumi: da una raccolta di preziosi incunaboli e cinquecentine alle ultime novità editoriali. La biblioteca conserva anche gli annuari scolastici editi fin dall'anno scolastico 1850–1851.